# Stary Gaj (las)
Stary Gaj – las położony w granicach administracyjnych Lublina, w południowo-zachodniej części miasta (w dzielnicy Zemborzyce), graniczy na północy z dzielnicą Czuby Południowe, na południu z Zemborzycami Podleśnymi, a na zachodzie ze Stasinem. Zajmuje powierzchnię ok. 460 ha. Jest drugim co do wielkości kompleksem leśnym w Lublinie.
Jest to las mieszany, dominują w nim gatunki liściaste: dąb szypułkowy, grab pospolity, brzoza brodawkowata, lipa drobnolistna, topola osika. Z gatunków iglastych występuje sosna zwyczajna, świerk pospolity i jałowiec pospolity. Ze względu na bliskość osiedli mieszkaniowych las jest często odwiedzany i stanowi miejsce wypoczynku dla mieszkańców.
Na zachodnim krańcu lasu znajduje się rezerwat przyrody Stasin, chroniący naturalne stanowisko brzozy czarnej.
W 2021 naukowcy z Uniwersytetu Marii Curie-Skłodowskiej i Uniwersytetu Przyrodniczego w Lublinie przeprowadzili inwentaryzację przyrodniczą 57-hektarowego fragmentu lasu przy skrzyżowaniu ul. Letniskowej i Lipskiej (obszar zaznaczony na mapce poniżej). Inwentaryzacja została zamówiona przez miasto Lublin. W raporcie końcowym naukowcy zarekomendowali radzie miasta uznanie przebadanego obszaru za zespół przyrodniczo-krajobrazowy.
Ustalono, że na przebadanym terenie znajdują się:
- dęby, graby i lipy w wieku 70–90 lat,
- siedem gatunków roślin chronionych lub zagrożonych (w tym gnieźnik leśny, lilia złotogłów, rzęśl wiosenna, wawrzynek wilczełyko, miodownik melisowaty i podkolan biały)[3],
- 31 ściśle chronionych gatunków ptaków (w tym muchołówka żałobna),
- pięć chronionych gatunków mszaków (widłoząb zielony, nastroszek kędzierzawy, gładysz paprociowaty, widłoząb miotlasty oraz dzióbkowiec) – niektóre z nich należą do reliktów puszczańskich, a dwa pierwsze znajdują się na czerwonej liście mchów,
- osiem chronionych gatunków ssaków[1].

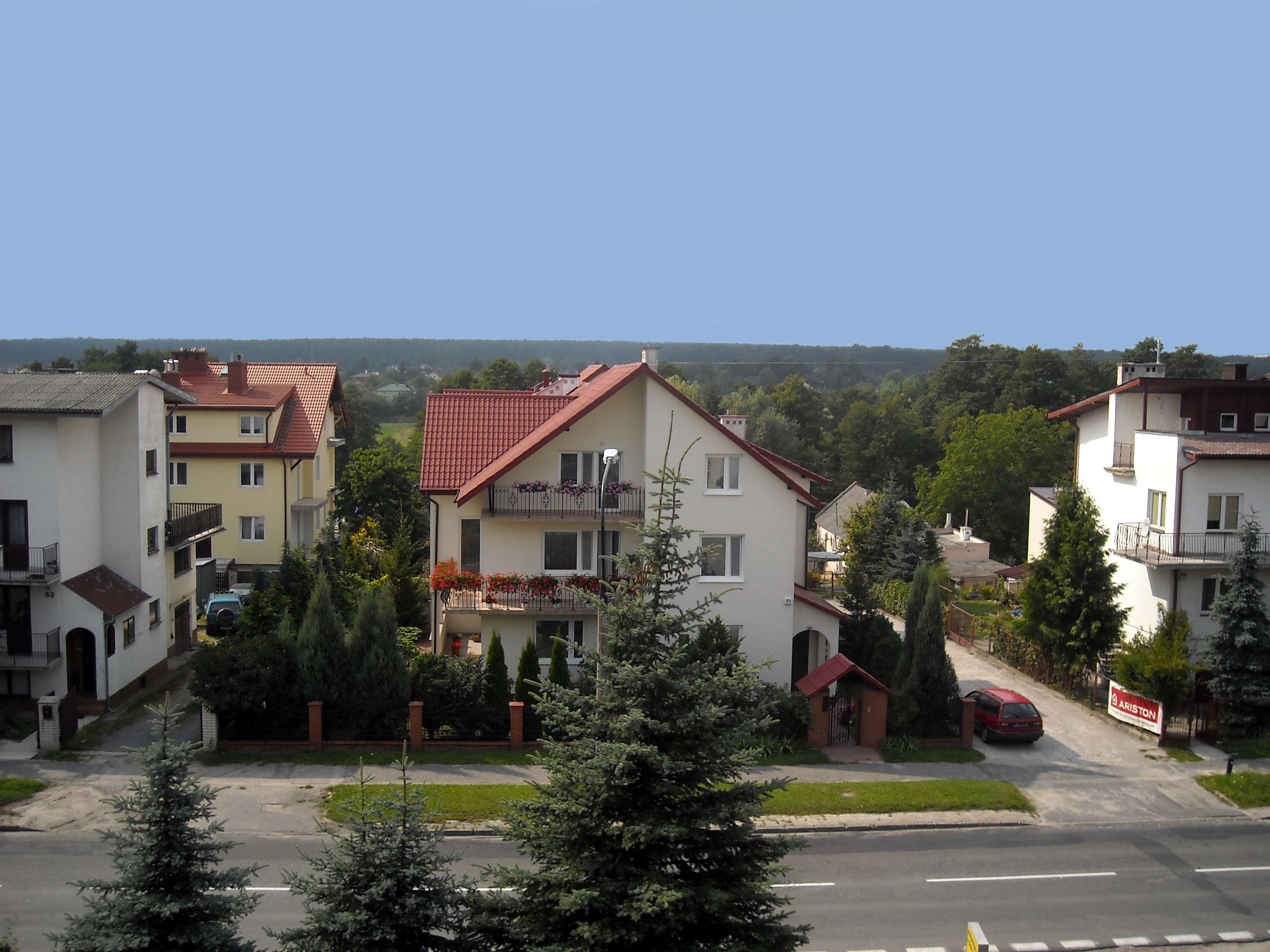
Widok z ul. Romera w Lublinie na Stary Gaj
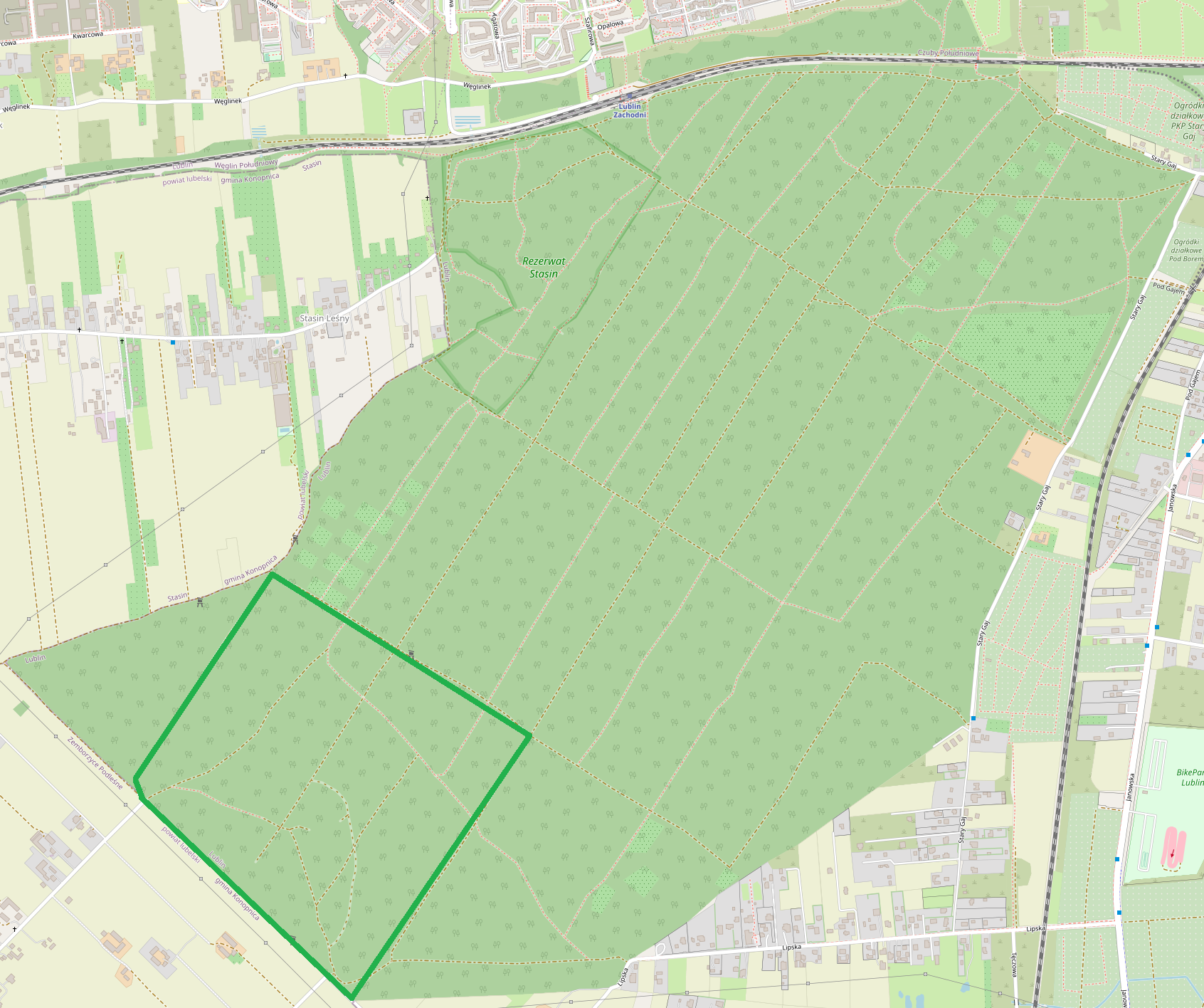
Część Starego Gaju zinwentaryzowana w 2021